# Jan Kubista (Leichtathlet, 1960)
Jan Kubista (* 27. Mai 1960 in Prag) ist ein ehemaliger tschechoslowakischer Mittelstreckenläufer, der sich auf die 1500-Meter-Distanz spezialisiert hat.

## Sportliche Laufbahn
Erste internationale Erfahrungen sammelte Jan Kubista vermutlich im Jahr 1979, als er bei den Junioreneuropameisterschaften in Bydgoszcz im 800-Meter-Lauf mit 1:52,69 min in der ersten Runde ausschied. 1983 gelangte er bei den erstmals ausgetragenen Weltmeisterschaften in Helsinki über 1500 Meter bis ins Finale und belegte dort in 3:44,30 min den zehnten Platz. Im Jahr darauf stellte er in Los Angeles mit 4:01,3 min einen neuen Landesrekord in der Halle über die Meile auf. 1988 nahm er für die Tschechoslowakei an den Olympischen Spielen in Seoul teil, schied dort aber mit 3:46,41 min im Vorlauf über 1500 Meter aus. 
In den Jahren von 1981 bis 1983 wurde Kubista tschechoslowakischer Meister im 800-Meter-Lauf sowie 1987 Hallenmeister über 1500 Meter. Sein Sohn Jan war ebenfalls als Mittelstreckenläufer aktiv und sein zweiter Sohn Vojtěch Kubista ist als Fußballspieler aktiv.

## Persönliche Bestzeiten
- 800 Meter: 1:47,27 min, 25. Juni 1983 in Prag
- 1500 Meter: 3:34,87 min, 20. August 1983 in Prag
  - 1500 Meter (Halle): 3:42,65 min, 24. Januar 1987 in Prag
  - Meile (Halle): 10. Februar 1984 in Los Angeles